# 教宗庇護九世騎士團勳章
教宗庇護九世騎士團勳章是由教宗庇護四世於1560年創立，教宗庇護九世於1847年6月17日重新授予的騎士團勳章。自1994年開始，此騎士團勳章可向女性頒授。
此騎士團勳章本由教宗庇護四世於1560年創立，但後來停止授予。1847年6月17日，教宗庇護九世將其重新授予並以自己的教宗名號將勳章命名。1849年6月17日，教宗庇護九世將勳章分為四級，分別為大絲帶騎士、徽章指揮官、指揮官和騎士。
勳章現時有五個等級。領環大十字騎士為勳章的最高等級並只會授予國家元首。而向非國家元首授予的最高等級為大十字騎士，大十字騎士通常授予給對天主教會及國際社會有傑出貢獻的天主教徒、擔任駐聖座大使職位最少兩年或積極拓展自己國家與聖座關係的外交官。而勳章的其餘三個等級為星級騎士指揮官、騎士指揮官及騎士，這三級的勳章授予信奉天主教及非天主教人士。

## 等級
勳章現時分為五個等級：

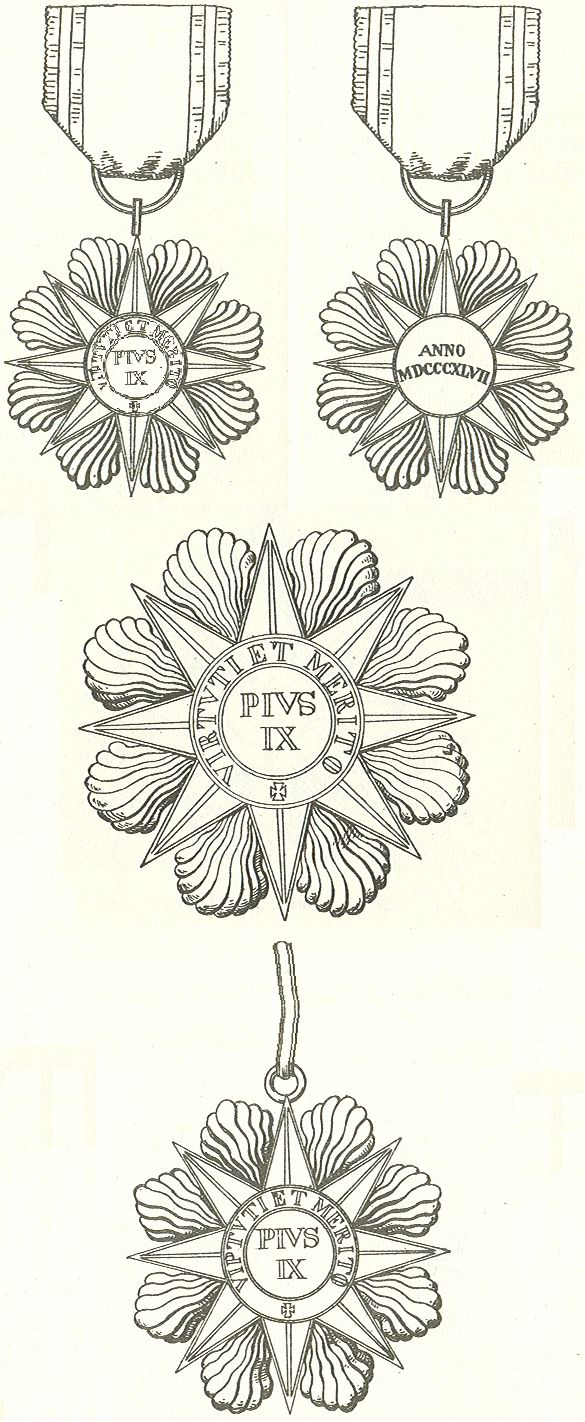
1893年的素描

- 領環大十字騎士（GCCPO/DCCPO）：獲授勳者會於自己的肩膀上戴上一個有教宗三重冕及兩隻鴿子作裝飾、下方吊有徽章的金色領環及於左胸扣上鑽石鑲嵌、中央白色部份寫有「A PIO XII AVCTVS」並以「ORDO PIANVS」包圍的大佩星。[3]
- 大十字騎士（GCPO/DCPO）：獲授勳者會於自己的右肩向左肩戴上底色深藍色、左右各有兩條紅線毗鄰的絲綢飾帶，徽章則扣在花結（英语：Rosette (decoration)）下方，並於左胸扣上鑽石鑲嵌、中央白色部份寫有「PIVS IX」（庇護九世）並以格言「VIRTUTI ET MERITO」（「美德與功績並重」）包圍的大佩星。[3]大十字騎士通常頒發給駐聖座大使。
- 星級騎士指揮官（KC*PO/DC*PO）[c]：獲授勳者會於頸部戴上獎章及於左胸扣上中央白色部份寫有「PIVS IX」並以格言「VIRTUTI ET MERITO」包圍的小佩星。[3]
- 騎士指揮官（KCPO/DCPO）：獲授勳者會於頸部戴上獎章
- 騎士（KPO/DPO）：獲授勳者會於左胸戴上獎章

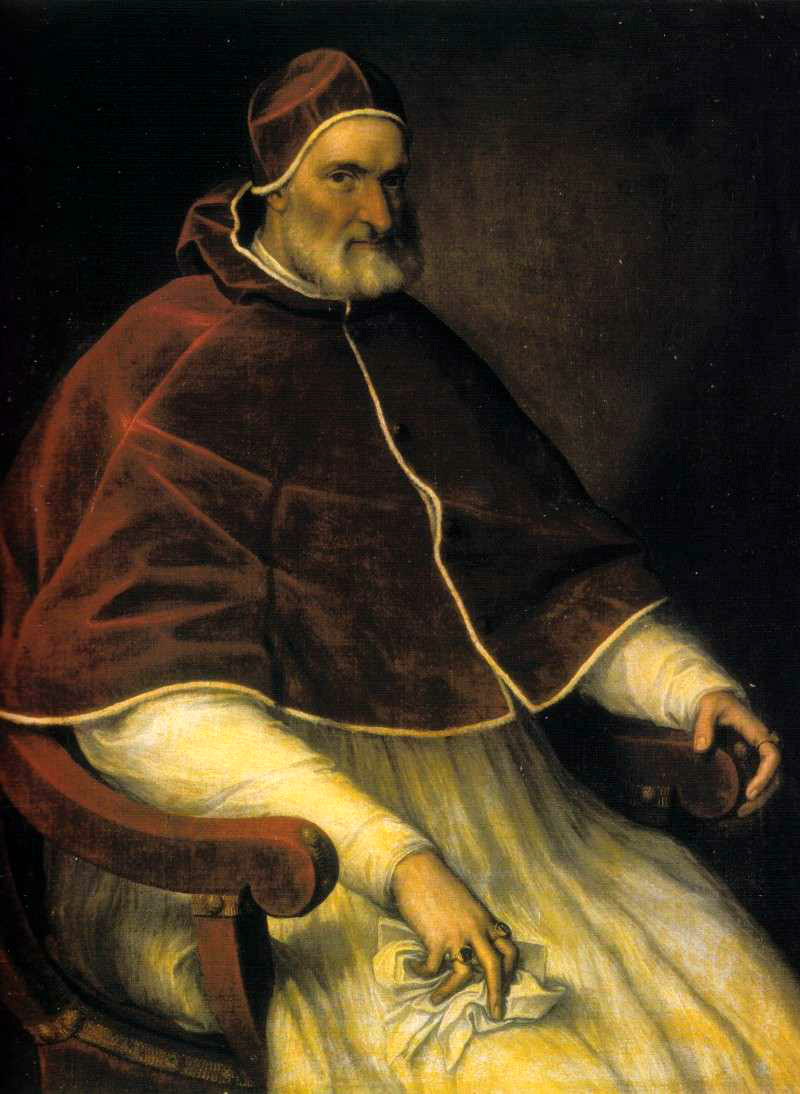
教宗庇護四世於1560年創立勳章

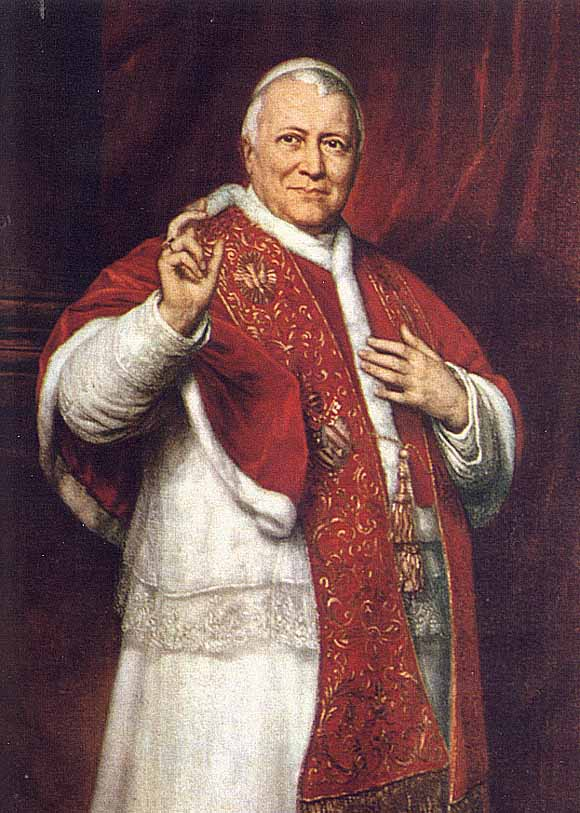
教宗庇護九世於1847年重新授予勳章並以自己的名號將勳章命名

|      |            |                |            |                |
| 騎士 | 騎士指揮官 | 星級騎士指揮官 | 大十字騎士 | 領環大十字騎士 |

## 標誌和衣飾

### 標誌
勳章為藍搪瓷製成的正八角星，而尖角與尖角之間則有金色火焰的雕刻。領環大十字騎士的勳章中央的白色部份寫有「A PIO XII AVCTVS」並以「ORDO PIANVS」包圍。大十字騎士至騎士四級的勳章中央的白色部份寫有「PIVS IX」並以格言「VIRTUTI ET MERITO」包圍。勳章背後寫有「ANNO 1847」或「ANNO MDCCCXLVII」（公元1847年），代表勳章於1847年重新授予。

### 晚禮服
男性獲授勳者會獲發一件有一排金色鈕扣的深藍色外衣，而外衣衣領和胸前則根據等級而有不同的金色繡花。另外，他們會有一條白色長褲，長褲側會有金色條紋。同時他們會有一頂有白色羽毛的雙角帽和一把劍。然而很少人會穿著晚禮服。女性不須穿著該晚禮服。

### 飾帶
如獲授勳者為大十字騎士，他會獲發一條底色深藍色、左右各有兩條紅線毗鄰的絲綢飾帶。然而由於女性的身型比男性的細小，女性配戴的飾帶會比男性的幼。

### 勳略
如獲授勳者無法佩戴獎章、佩星或領環，他們可以佩戴勳略。勳略以深藍色作底色而左右兩方各有兩條紅線毗鄰。領環大十字騎士、大十字騎士及星級騎士指揮官的勳略會於中央處加上勳章徽號，領環大十字騎士的徽號中寫有「A PIO XII AVCTVS」，大十字騎士及星級騎士指揮官的則寫有「PIVS IX」。騎士指揮官的勳略會於中央處加上教宗徽號。

## 獲授勳的著名人士

### 皇室成員及貴族
- 埃塞俄比亞皇帝海爾·塞拉西一世，1970年獲勳（領環大十字騎士）[5][6]
- 西班牙前國王胡安·卡洛斯一世（領環大十字騎士）[7][8][9]
- 比利時前國王阿爾貝二世[10]
- 瑞典國王卡爾十六世·古斯塔夫（領環大十字騎士）[11][12]
- 馬爾他騎士團大教長安德魯·伯蒂（英语：Andrew Bertie）（領環大十字騎士）[13][14]
- 盧森堡大公亨利（領環大十字騎士）[15]
- 查爾斯·沃斯特（英语：Charles Woeste）伯爵[16]
- 布羅克維爾伯爵[17]
- 第十七任諾福克公爵（英语：Miles Fitzalan-Howard, 17th Duke of Norfolk）（大十字騎士）[14]
- 坦沃思的亨特男爵（英语：John Hunt, Baron Hunt of Tanworth）（騎士指揮官）[14]

### 政治家

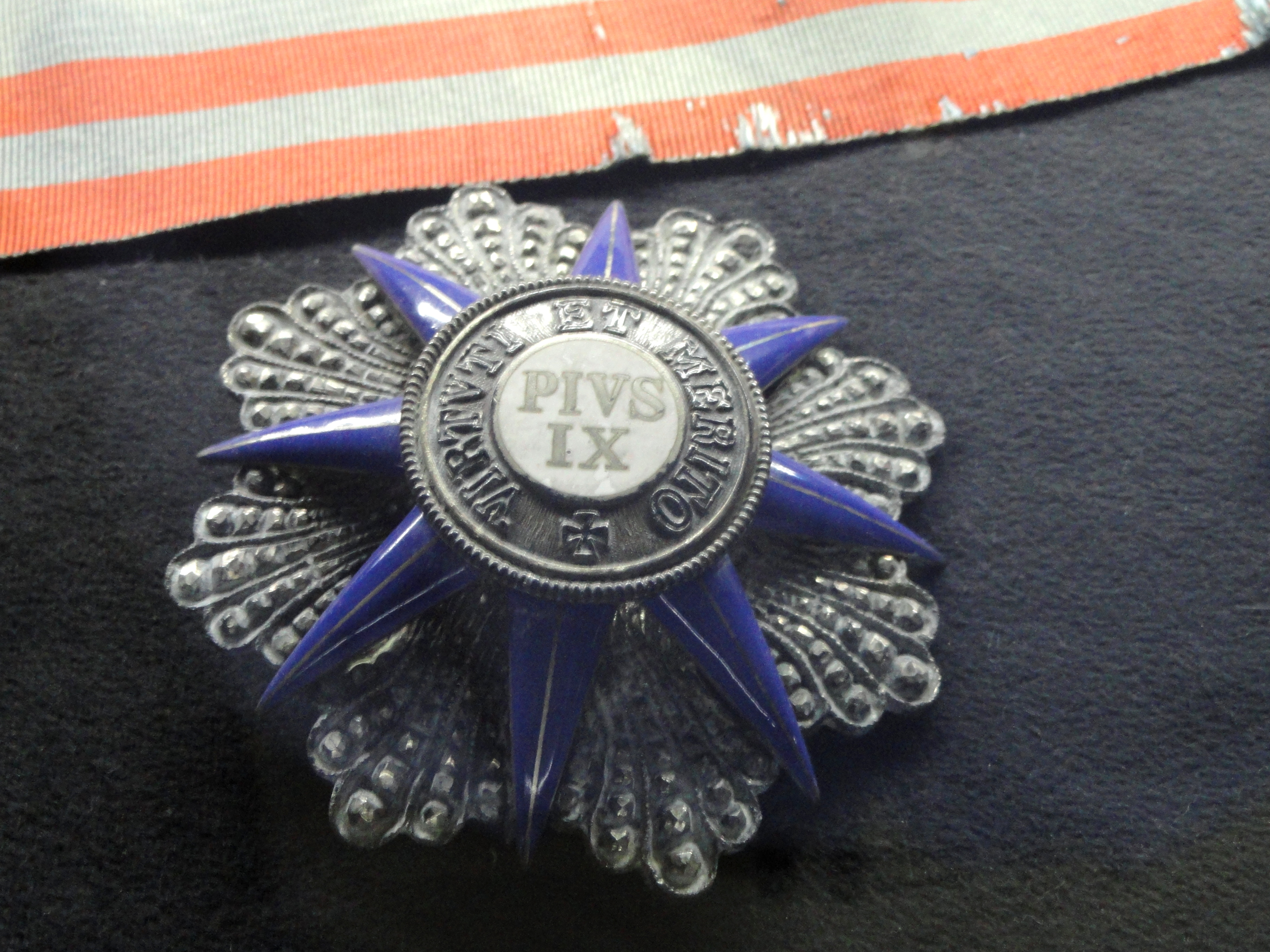
屬於巴西前總統儒塞利諾·庫比契克的勳章佩星

- 菲律賓前總統迪奥斯達多·馬嘉柏皋，1962年7月獲勳（領環大十字騎士）[18][19]
- 法國前總統傑克·希拉克（領環大十字騎士）[20]
- 巴西前總統儒塞利諾·庫比契克

### 駐聖座外交官

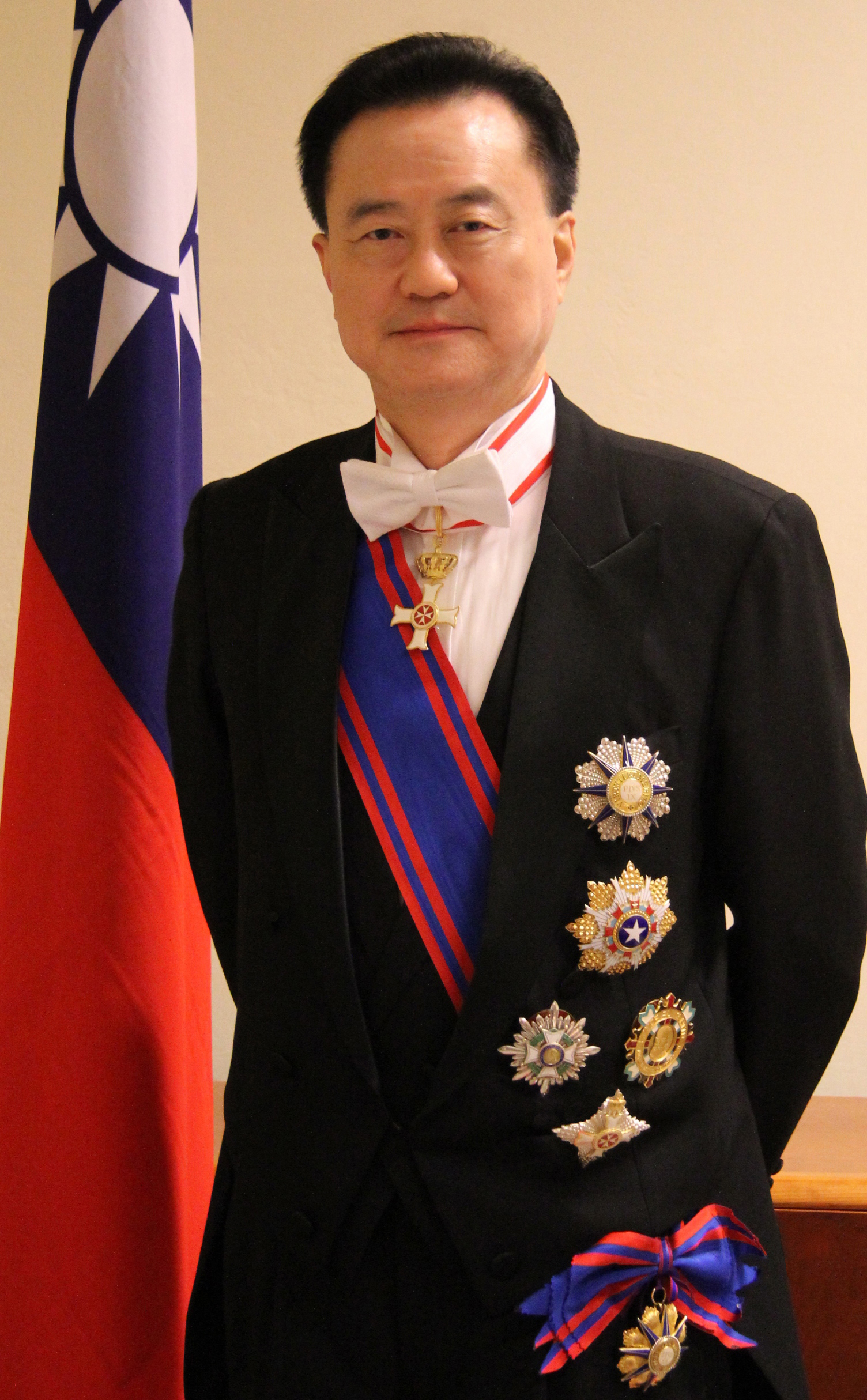
時任中華民國駐聖座大使王豫元佩帶大十字騎士等級勳章

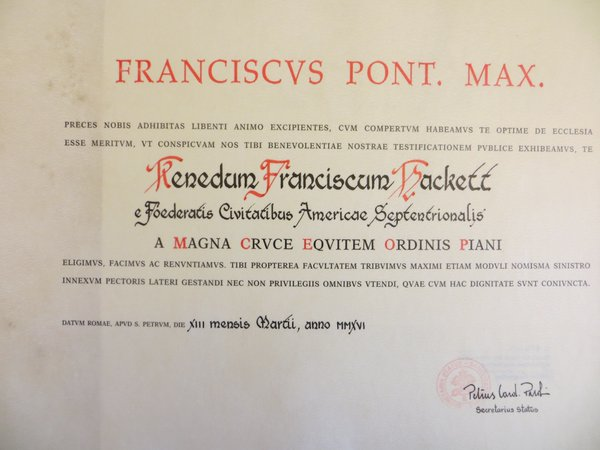
時任美國駐聖座大使肯·哈克特獲教宗方濟各授予大十字騎士的證書，證書以拉丁文書寫

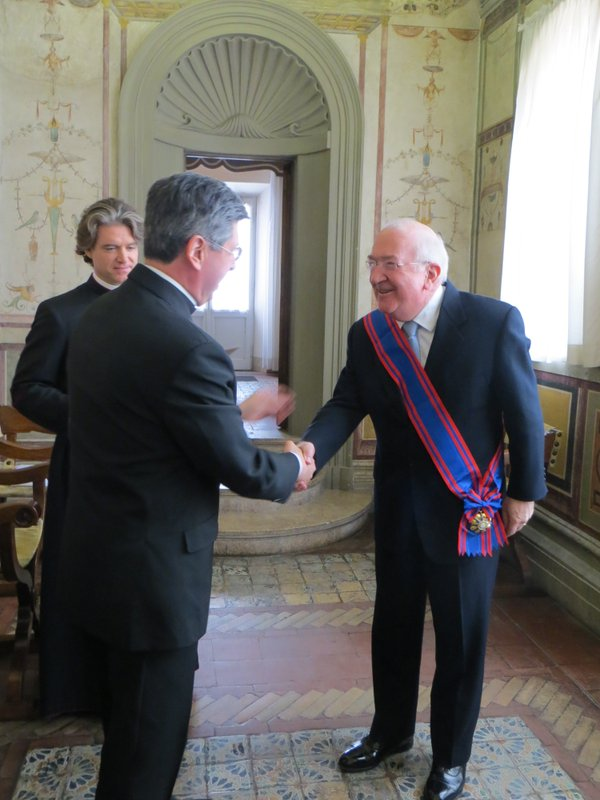
時任美國駐聖座大使肯·哈克特於授勳典禮上獲授予大十字騎士等級勳章

- 前中華民國駐聖座大使王豫元，2011年7月12日獲勳（大十字騎士）[21]
- 菲律賓駐聖座大使及馬爾他騎士團女法官梅塞德斯·阿斯·塔森（英语：Mercedes Arrastia Tuason）（大十字騎士）[22]
- 亞美尼亞駐聖座大使米亞內爾·米納西揚（英语：Mikael Minasyan）（大十字騎士）[23]
- 前美國駐聖座大使（英语：United States Ambassador to the Holy See）托馬斯·帕特里克·梅拉迪（英语：Thomas Patrick Melady）[24]
- 前美國駐聖座大使吉姆·尼科爾森[25]
- 前美國駐聖座大使肯·哈克特（英语：Ken Hackett），2016年3月獲勳[26]

## 資料來源
1. 1 2 3 4  .   [2017-04-17]. （原始内容存档于2016-04-22） （英语）.
2. 1 2 3  . New Advent.   [2017-04-17]. （原始内容存档于2017-02-03） （英语）.
3. 1 2 3 4 5   (PDF). 意大利總統府辦公室.   [2017-04-20]. （原始内容 (PDF)存档于2017-05-16） （英语）.
4. ↑  . eMedals.   [2017-04-18]. （原始内容存档于2017-05-17） （英语）.
5. ↑  . 2009-02-22  [2017-04-17]. （原始内容存档于2017-06-14） （英语）.
6. ↑  . 蓋帝圖像.   [2017-04-17]. （原始内容存档于2017-06-14） （英语）.
7. ↑  . 蓋帝圖像.   [2017-04-17]. （原始内容存档于2016-04-13） （英语）.
8. ↑  . 蓋帝圖像.   [2017-04-17]. （原始内容存档于2016-04-12） （英语）.
9. ↑  . Alamy Stock Photo.   [2017-04-17]. （原始内容存档于2017-06-14） （英语）.
10. ↑  .   [2017-04-17]. （原始内容存档于2016-09-24） （英语）.
11. ↑  . 瑞典王室.   [2017-04-17]. （原始内容存档于2016-03-14） （瑞典语）.
12. ↑  . 蓋帝圖像.   [2017-04-17]. （原始内容存档于2019-12-02） （英语）.
13. ↑  Hannah Roberts. . 每日郵報. 2015-02-24  [2017-04-17]. （原始内容存档于2017-06-14） （英语）.
14. 1 2 3  . Association of Papal Orders in Great Britain.   [2017-04-17]. （原始内容存档于2017-06-03） （英语）.
15. ↑  . 蓋帝圖像.   [2017-04-17]. （原始内容存档于2017-06-14） （英语）.
16. ↑  .   [2017-04-17]. （原始内容存档于2016-03-03） （法语）.
17. ↑  . Broqueville'blog.   [2017-04-17]. （原始内容存档于2016-03-22） （法语）.
18. ↑  . 菲律賓政府.   [2017-04-17]. （原始内容存档于2016-11-03） （英语）.
19. ↑  . 2012-08-03  [2017-04-17] （英语）.
20. ↑  . 蓋帝圖像.   [2017-04-17]. （原始内容存档于2019-12-02） （英语）.
21. ↑  . 中華民國駐教廷大使館. 2015-02-15  [2017-04-17]. （原始内容存档于2017-04-18） （中文）.
22. ↑  María Serrano、La Razón. . Religión en Libertad. 2014-04-19  [2017-04-17]. （原始内容存档于2017-04-18） （西班牙语）.
23. ↑  . mediamax. 2016-03-17  [2017-04-17]. （原始内容存档于2017-04-18） （英语）.
24. ↑  Patricia Zapor. . 全國天主教記者報. 2014-01-07  [2017-04-17]. （原始内容存档于2017-07-03） （英语）.
25. ↑  .   [2017-04-17]. （原始内容存档于2016-06-26） （英语）.
26. ↑  . 美國駐聖座大使館. 2016-03-24  [2017-04-18]. （原始内容存档于2017-04-22） （英语）.